# ويندي براون
ويندي براون (بالإنجليزية: Wendy Brown)‏ هي نسوية ‏ وعالمة سياسة أمريكية، ولدت في 28 نوفمبر 1955.